# Hector McNeil
Hector McNeil (10 de marzo de 1907-11 de octubre de 1955) fue un político escocés, miembro del Partido Laborista.

## Biografía
McNeil se educó en la Woodside School y en la Universidad de Glasgow, se formó como ingeniero y trabajó como periodista para un periódico escocés. Fue concejal de Glasgow en el periodo comprendido entre 1932 y 1938. Se presentó como candidato para el Parlamento británico en varias ocasiones y por varias circunscripciones hasta que lo consiguió en 1941 por Greenock.
Tras las elecciones generales de 1945, fungió como subsecretario de Estado para Asuntos Exteriores. En octubre de 1946 fue ascendido al puesto de ministro de Estado dentro del Foreign Office, donde trabajó como segundo de a bordo del secretario de Exteriores, Ernest Bevin. Gracias a este puesto, ejerció también de vicepresidente de la Asamblea General de las Naciones Unidas en 1947 y lideró la delegación británica para la Comisión Económica de las Naciones Unidas para Europa de 1948. Tiempo después, se revelaría que su asistente personal y secretario privado, Guy Burgess, era un agente soviético.
Sirvió como secretario de Estado para Escocia desde febrero de 1950 hasta octubre de 1951, como parte del Gobierno de Clement Attlee. Falleció poco después de retener su escaño en las elecciones generales de 1955.
| Predecesor: Robert Gibson   | Parlamentario por Greenock 1941-1955        | Sucesor: Dickson Mabon |
| Predecesor: Arthur Woodburn | Secretario de Estado para Escocia 1950-1951 | Sucesor: James Stuart  |